# یواس‌اس گالوپ (پی‌جی‌ام-۸۵)
یواس‌اس گالوپ (پی‌جی‌ام-۸۵) (به انگلیسی: USS Gallup (PGM-85)) یک کشتی بود که طول آن ۱۶۵ فوت (۵۰ متر) بود. این کشتی در سال ۱۹۶۵ ساخته شد.